# Zonsverduistering van 4 december 2002

Animatie zonsverduistering
op 4 december 2002

De totale zonsverduistering van 4 december 2002 trok veel over zee, maar was achtereenvolgens te zien in deze acht landen: Angola, Zambia, Namibië, Botswana, Zimbabwe, Zuid-Afrika, Mozambique en Australië.

## Lengte

### Maximum
Het punt met maximale totaliteit lag op zee ver van enig land op coördinatenpunt 39.4559° Zuid / 59.5561° Oost en duurde 2m03,8s.

### Limieten
| Fenomeen                    | Code | Tijdstip UTC |
| --------------------------- | ---- | ------------ |
| Eerste contact bijschaduw   | P1   | 04:51:23.8   |
| Eerste contact kernschaduw  | U1   | 05:50:20.7   |
| Kernschaduw compleet vanaf  | U2   | 05:50:49.9   |
| Bijschaduw compleet vanaf   | P2   | 06:55:15.3   |
| Maximum eclips              | GE   | 07:31:12.3   |
| Bijschaduw compleet t/m     | P3   | 08:06:57.4   |
| Kernschaduw compleet t/m    | U3   | 09:11:32.1   |
| Laatste contact kernschaduw | U4   | 09:11:57.2   |
| Laatste contact bijschaduw  | P4   | 10:11:01.7   |